# Billaea impigra
Billaea impigra är en tvåvingeart som beskrevs av Kolomiets 1966. Billaea impigra ingår i släktet Billaea och familjen parasitflugor. Inga underarter finns listade i Catalogue of Life.